# Torcy Handball Marne-la-Vallée
Actualités
Le Torcy Handball Marne-la-Vallée est un club de handball français créé en 1977 basé à Torcy et à Marne-la-Vallée en Seine-et-Marne.
Le club évolue au niveau national de 1993 et a atteint dans les années 2000 le Championnat de France de Nationale 1.

## Historique
Créé en 1977, le club de Torcy est devenu en 1997 le Torcy Handball Marne la Vallée (THBMLV). Sous l'impulsion de son président fondateur, Yves Bouriot, et des membres du bureau dont certains sont présents depuis la création du club, les équipes torcéennes ont gravi les échelons passant du niveau départemental au niveau national.
En partenariat avec la Municipalité de Torcy, un premier objectif est fixé en 1990 avec pour but l'accession au niveau National. En trois saisons, le club va enregistrer trois montées successives et passer de l'Excellence Départementale à la Nationale 3 et ainsi remplir pleinement son contrat.
Parallèlement à la montée en puissance de l'équipe fanion, une véritable politique de formation va être mise en place avec le recrutement d'entraîneurs et d'un encadrement diplômé afin de faire de la formation une priorité pour le club. Et là aussi, le travail va payer puisqu'à la fois les cadets et les juniors participeront régulièrement aux Championnats de France avec comme résultat majeur l'accession au quart de finale des Juniors lors de la saison 1997/1998. Ils évolueront également au plus haut niveau régional et départemental et s'illustreront lors des Coupes Régionales et Départementales.
Mais le club n'a pas l'intention de s'arrêter là, et après une première saison en Nationale 3 ou ils terminent deuxième, les torcéens se fixent un nouvel objectif, à savoir la montée en Nationale 2. Cette montée interviendra à l'issue de la saison 1997/1998.
Après avoir terminé second lors de la saison 2000/2001, le THBMLV gagne son billet pour la Nationale 1 en 2002 après quatre saisons passées en Nationale 2 et remporte le titre de Champion de France de Nationale 2 lors des finalités opposants les meilleures équipes des DOM-TOM et de l'hexagone de la saison.
Dès la première saison en Nationale 1, les torcéens joueront les premiers rôles décrochant ainsi une seconde place synonyme de barrage d'accession à la Division 2 (battu pour 2 buts à la différence de buts). Le THBMLV évolue depuis en Nationale 1.
En 30 ans d'existence, le THBMLV a su s'implanter dans la vie locale et devenir le premier club dans un sport collectif à accéder à l'échelon national à Marne-la-Vallée.
Sa politique de formation lui permet également de fournir aux différentes sélections départementales, régionales et nationales son lot de joueurs. Avec près de 200 licenciés, le club est un acteur majeur du Handball en Seine & Marne et le fer de lance du sport torcéen.

## Palmarès
- 1998 Vice-champion Nationale 3
- 2002 Champion de France de Nationale 2

## Effectif actuel
| 16 | GB             | Guillaume Tollerep    | 10 juin 1991             | 1,92 m | 2015 | Réveil de Nogent HB  | -                     |                     |               |                       |                   |   |
| 51 | Co-co-co-coach | Guillaume Pasturel    | 01 octobre 1985 (39 ans) | 1,90 m |      | Formé au club        |                       |                     |               |                       |                   |   |
| 94 | GB             | Bryan Jabea Njo       | 28 juin 1992             | 1,93 m | 2017 | Handball Bagnols GR  | -                     |                     |               |                       |                   |   |
| 4  | ALG            | Cédric Loupadière     | 8 novembre 1988          | 1,86 m | 2019 | Billère Handball     | -                     |                     |               |                       |                   |   |
| 8  | ALG            | Mathieu Gineys        | 31 mai 1999              | 1,86 m | 2019 | Pontault-Combault HB | -                     |                     |               |                       |                   |   |
| 35 | ALG            | Célio Maroune         | 5 février 1996           | 1,87m  | 2012 | Formé au club        | -                     |                     |               |                       |                   |   |
| 55 | ALG            | Nolan Carteron        | 5 janvier 2002           | 1,86 m | 2019 | Formé au club        | -                     |                     |               |                       |                   |   |
| 19 | ALD            | Yaniss Deveze         | 7 août 1993              | 1,77 m | 2019 | Saint-Étienne HB     | -                     |                     |               |                       |                   |   |
| 5  | ALD            | Christopher Gent      | 16 janvier 1987          | 1,74 m | 2005 | Formé au club        | -                     |                     |               |                       |                   |   |
| 7  | ALD            | Samuel Queiros        | 4 avril 2002             | 1,67 m | 2019 | Formé au club        | -                     |                     |               |                       |                   |   |
| 15 | ALD            | Abelwilson Da Veiga   | 4 février 1992           | 1,75 m | 2018 | Villemomble HB       | -                     |                     |               |                       |                   |   |
| 11 | DC             | Marti Gascon Comas    | 27 mars 1996             | 1,90 m | 2019 | CH Palautordera      | -                     |                     |               |                       |                   |   |
| 14 | DC             | Adam Arbaa            | 14 septembre 1999        | 1,81 m | 2018 | Le Mée SH            | -                     |                     |               |                       |                   |   |
| 17 | DC             | Galil Allaoui         | 26 mai 1995              | 1,77 m | 2013 | Formé au club        | -                     |                     |               |                       |                   |   |
| 8  | STAR           | Gaël Bernardet        | 30 juillet 1986          | 1,80m  | 2006 | Coulommiers HB       | Istanbul HB           | Flensburg-handewitt | PSA-Pampelune | Al-Duhail Sports Club | NYC Team Handball | - |
| 18 | ARG            | Charly Sossou         | 18 juillet 1987          | 1,87 m | 2017 | Caen HB              | -                     |                     |               |                       |                   |   |
| 23 | ARG            | Jonathan Dianda       | 10 janvier 1995          | 1,89 m | 2016 | US Ivry              | RD Congo              |                     |               |                       |                   |   |
| 13 | ARD            | Jim Lachaier          | 13 septembre 1994        | 1,90 m | 2014 | US Créteil           | -                     |                     |               |                       |                   |   |
| 24 | ARD            | Gianni Maroune        | 2 août 1994              | 1,91 m | 2016 | Pontault-Combault HB | -                     |                     |               |                       |                   |   |
| 45 | ARD            | Corentin Labro        | 15 juillet 1997          | 1,95 m | 2019 | Villemomble HB       | -                     |                     |               |                       |                   |   |
| 2  | PVT            | Thomas Leplatre       | 2 février 1991           | 1,98 m | 2015 | Savigny Handball 91  | -                     |                     |               |                       |                   |   |
| 9  | PVT            | Flavien Cumin         | 29 octobre 1988          | 1,45m  | 1996 | Formé au club        | Équipe de France nain |                     |               |                       |                   |   |
| 88 | PVT            | Jean-Woodeson Dorjean | 2 mars 1994              | 1,81 m | 2012 | Formé au club        | -                     |                     |               |                       |                   |   |

## Repères historiques
- 1993 : Montée en Nationale 3
- 1998 : Montée en Nationale 2
- 2002 : Montée en Nationale 1
- 2010 : Descente en Nationale 2
- 2017 : Montée en Nationale 1